# Steel Wheels
Steel Wheels je album grupe The Rolling Stonesa izdan 1989. To je posljednji studijski album Wymana sa Stonesima te prvi album grupe digitalno snimljen. Na snimanju su se poboljšali odnosi između Jaggera i Richardsa, te je nakon snimanja albuma grupa krenula na svoju najveću koncertnu turneju do tad - Steel Wheels/Urban Jungle Tour. 

## Popis pjesama
1. "Sad Sad Sad" – 3:35
2. "Mixed Emotions" – 4:39
3. "Terrifying" – 4:53
4. "Hold On To Your Hat" – 3:32
5. "Hearts For Sale" – 4:40
6. "Blinded By Love" – 4:37
7. "Rock and a Hard Place" – 5:25
8. "Can't Be Seen" – 4:10
9. "Almost Hear You Sigh" – 4:37
10. "Continental Drift" – 5:14
11. "Break The Spell" – 3:07
12. "Slipping Away" – 4:30

## Singlovi
- "Mixed Emotions"
- "Rock and a Hard Place"
- "Almost Hear You Sigh"

## Izvođači
- Mick Jagger - pjevač, harmonika, gitara
- Keith Richards - gitara, pjevač
- Ron Wood - gitara, bas-gitara, bubnjevi
- Charlie Watts - bubnjevi
- Bill Wyman - bas-gitara

## Top ljestvice

### Album
| Godina | Ljestvica         | Pozicija |
| ------ | ----------------- | -------- |
| 1989.  | UK Top 75 Albumi  | #2       |
| 1989.  | The Billboard 200 | #3       |

### Singlovi
| Godina | Singl                   | Ljestvica              | Pozicija |
| ------ | ----------------------- | ---------------------- | -------- |
| 1989.  | "Mixed Emotions"        | UK Top 100 Singles     | #36      |
| 1989.  | "Mixed Emotions"        | The Billboard Hot 100  | #5       |
| 1989.  | "Rock And A Hard Place" | The Billboard Hot 100  | #23      |
| 1989.  | "Rock And A Hard Place" | Mainstream Rock Tracks | #1       |
| 1989.  | "Almost Hear You Sigh"  | Mainstream Rock Tracks | #1       |

## Vanjske poveznice
- allmusic.com   Arhivirana inačica izvorne stranice od 6. svibnja 2005. (Wayback Machine) - Steel Wheels